# Henrik Shipstead
Henrik Shipstead, född 8 januari 1881 i Kandiyohi County, Minnesota, död 26 juni 1960 i Alexandria, Minnesota, var en amerikansk politiker. Han var senator för Minnesota 1923–1947 och en motståndare till både Nationernas Förbund och Förenta Nationerna. Han ville själv inte använda beteckningen isolationist men han var principfast emot att USA skulle blanda sig i konflikter i främmande länder. Han valdes tre gånger till USA:s senat som kandidat av Minnesota Farmer-Labor Party och en fjärde gång som republikan.

## Tandläkare, borgmästare och delstatspolitiker
Shipstead föddes på en bondgård till föräldrar som var invandrare från Norge. Han utexaminerades 1903 från Northwestern University i Chicago där han hade studerat odontologi. Han inledde 1904 sin karriär som tandläkare i Glenwood, Minnesota. Han var borgmästare i Glenwood 1911–1913. Shipstead var 1917 ledamot av Minnesota House of Representatives, underhuset i delstatens lagstiftande församling. Han förlorade 1918 valet till USA:s representanthus och guvernörsvalet i Minnesota 1920.

## Långvarig senator för Minnesota
Shipstead hade inlett sin politiska karriär som republikan men genombrottet kom i 1922 års kongressval då han hade gått över till Minnesota Farmer-Labor Party. Han påbörjade sin långa karriär som senator 4 mars 1923. Han representerade Farmer-Labor Party i senaten till slutet av 1930-talet då han lämnade partiet under förevändningen av att det kommunistiska inflytandet inom partiet hade ökat. Även om Shipstead representerade en vänsterpolitik så hade han aldrig varit en antikapitalist.
Han var en motståndare till interventionspolitiken. Han var emot USA:s ockupation av Haiti, Dominikanska republiken och Nicaragua. Han ansåg att felet låg vid Theodore Roosevelts tillägg till Monroedoktrinen 1905 som hade gjort USA till en polis för en världsdel.
Orsaken till att Shipstead inte var en isolationist låg i hans motstånd till höga tullavgifter. Han talade dessutom öppet emot isolationismen i sitt tal emot Smoot-Hawley tullagen i senaten 1930. Efter att ha bytt parti tillbaka till republikanerna röstade han för krigsförklaringen mot Japan efter attacken mot Pearl Harbor 1941. Han förblev ändå en kritiker av Franklin D. Roosevelts krigspolitik på många punkter. Efter kriget röstade han emot FN som han fruktade att skulle bli använd av de stora länderna som ett verktyg att utöva makt mot de små. Han förlorade i republikanernas primärval inför 1946 års kongressval mot guvernör Edward John Thye som förespråkade internationalismen.